# Lavoixia macrocarpa
Genre
Espèce
Classification phylogénétique
Statut de conservation UICN

 CR D : 
En danger critique
Lavoixia macrocarpa est une espèce de plantes à fleurs de la famille des Arecaceae (Palmiers). C'est la seule espèce  du genre Lavoixia. Elle a été, depuis, déplacé dans le genre Clinosperma,.

## Classification
- Sous-famille des Arecoideae
  - Tribu des Areceae
    - Sous-tribu des Iguanurinae

## Habitat
Lavoixia macrocarpa est endémique à la Nouvelle-Calédonie. Elle a un habitat extrêmement localisé, elle pousse aux alentours de 450 mètres d'altitude, sur le Mont Panié, dans une forêt humide et sous un climat subtropical.

## Description
Lavoixia macrocarpa est un palmier au stipe solitaire, de taille moyenne, encerclé d'anneaux disposés à intervalles réguliers. Il possède des fruits globuleux et des feuilles pennées. C'est un palmier mal connu, étant donné son extrême rareté.

## Risque d'extinction
L'habitat extrêmement restreint du Lavoixia macrocarpa compromet grandement sa survie. L'espèce est classée en danger critique d'extinction (CR D) sur la Liste rouge de l'UICN

### Lavoixia
- (en) NCBI : Lavoixia (taxons inclus)
- (en) GRIN : genre Lavoixia  H. E. Moore (+liste d'espèces contenant des synonymes)

### Lavoixia macrocarpa
- (en) NCBI : Lavoixia macrocarpa (taxons inclus)
- (en) UICN : espèce Lavoixia macrocarpa H.E.Moore, 1978 (consulté le 22 mai 2015)
- (en) Photos et description du Lavoixia macrocarpa sur le PACSOA